# Saray, Yunak
Saray là một thị trấn thuộc huyện Yunak, tỉnh Konya, Thổ Nhĩ Kỳ. Dân số thời điểm năm 2011 là 1.618 người.